# Matteo Teoldi
Matteo Teoldi (Ponte San Pietro, 12 maggio 1985) è un calciatore italiano, difensore del Caravaggio Calcio.

## Carriera

### Club
Proveniente dal settore giovanile del Milan, con cui viene per una stagione aggregato alla prima squadra pur senza disputare gare ufficiali, gioca in seguito per Arezzo, Lumezzane e Venezia in Serie C1, prima di approdare al Cittadella, con cui gioca complessivamente 48 partite in Serie B nell'arco di due stagioni. Passa in seguito ai bergamaschi del MapelloBonate, in Serie D: dopo una sola stagione da 26 presenze senza reti, firma un contratto con la Tritium, squadra di Lega Pro Prima Divisione, con cui disputa complessivamente 15 partite, rimanendo svincolato a fine stagione; vista la non iscrizione della società abduana al successivo campionato di Lega Pro, nella stagione successiva torna al MapelloBonate, sempre in D. Nella stagione 2014-2015 ottiene un secondo posto nel campionato lombardo di Eccellenza con il Darfo Boario; successivamente si trasferisce alla Pradalunghese e, nel 2016, al Caravaggio.

### Nazionale
Ha giocato alcune partite amichevoli con le Nazionali Under-17, Under-19 e Under-20.

## Palmarès

### Club

#### Competizioni nazionali
- Campionato italiano: 1

Milan: 2003-2004